# Pisanica (Ełk)
Pisanica (deutsch Birkenwalde (Forsthaus)) ist ein kleiner Ort in der polnischen Woiwodschaft Ermland-Masuren, der zur Gmina Ełk (Landgemeinde Lyck) im Powiat Ełcki (Kreis Lyck) gehört.

## Geographische Lage
Pisanica liegt im Osten der Woiwodschaft Ermland-Masuren, sechs Kilometer nordöstlich der Kreisstadt Ełk (Lyck).

## Geschichte
Die Försterei Birkenwalde wurde am 27. März 1862 als Wohnplatz in der Gemeinde Przykopken (1926 bis 1945 Birkenwalde (Dorf), polnisch Przykopka) gegründet. Die Ortsgeschichte ist mit der Geschichte der Muttergemeinde verknüpft, die zum Kreis Lyck im Regierungsbezirk Gumbinnen (ab 1905: Regierungsbezirk Allenstein) in der preußischen Provinz Ostpreußen gehörte. 23 Einwohner zählte Birkenwalde im Jahr 1885, im Jahr 1905 waren es 38.
In Kriegsfolge kam das Forsthaus Birkenwalde 1945 mit dem gesamten südlichen Ostpreußen zu Polen und erhielt die polnische Namensform „Pisanica“. Heute ist die Waldsiedlung ein Teil der Gmina Ełk (Landgemeinde Lyck) im Powiat Ełcki (Kreis Lyck), bis 1998 der Woiwodschaft Suwałki, seither der Woiwodschaft Ermland-Masuren zugehörig.

## Religionen
Bis 1945 war das Forsthaus Birkenwalde in die Evangelische Pfarrkirche Lyck in der Kirchenprovinz Ostpreußen der Kirche der Altpreußischen Union sowie in die römisch-katholische Kirche St. Adalbert Lyck im Bistum Ermland eingepfarrt.
Heute gehört Pisanica katholischerseits zur Pfarrei in Chełchy (Chelchen, 1938 bis 1945 Kelchendorf) im Bistum Ełk der Römisch-katholischen Kirche in Polen. Die evangelischen Einwohner orientieren sich weiterhin zur Stadt Ełk, deren Kirchengemeinde jetzt eine Filialgemeinde der Pfarrei in Pisz (deutsch Johannisburg) in der Diözese Masuren der Evangelisch-Augsburgischen Kirche in Polen ist.

## Verkehr
Pisanica liegt ein wenig abseits vom Verkehrsgeschehen und ist über einen Landweg von Przykopka aus zu erreichen. Przykopka ist auch die nächste Bahnstation und liegt an der – heute nicht mehr regulär befahrenen – Bahnstrecke Ełk–Olecko (deutsch Lyck–Marggrabowa (Oletzko)/Treuburg).